# بن برييري
بن برييري (الاسم العلمي:Coffea perrieri) هو نوع من النباتات يتبع جنس البن من الفصيلة الفوية. سمي هذا النوع نسبةً إلى عالم النبات فرنسي هنري بيريه.